# 許嘉樂
許嘉樂（Hui Ka Lok，1994年1月5日—），生於香港，香港足球運動員，司職右中場，現時效力香港超級聯賽球會駿英九龍城及兼任東方青年隊U13主教練及公民女子隊教練。

## 球會生涯
許嘉樂生於香港，成長於石硤尾白田邨，天份很快已被發掘，除火速入選香港U13青年軍外，在港隊隊友梁諾恆介紹下，更由區隊轉投傳統豪門東方的青年軍，出身自東方青訓系統的許嘉樂16歲便已經為東方角逐乙丙組聯賽，教練是出名要求極高的「魔鬼教練」香港名宿李健和。2013年，許嘉樂在母會東方去季升班後，得知將有大批球員加盟，自己難有機會下，經好友梁諾恆介紹加盟YFC澳滌前身橫濱FC香港，可惜事與願違，苦無機會。直到2015年，YFC澳滌前鋒黃威在第37屆省港盃次回合比賽時受傷骨折之後，許嘉樂才獲得YFC澳滌起用。2015年1月18日，橫濱FC香港以5–2大勝和富大埔，許嘉樂在32分鐘單刀扣過門將及回防的守衛射入，首次正選上陣就取得入球，從此奠定正選球員的地位。即使第2個職業球季時的表現獲得好評，但兩季總結起來卻只有15次比賽上陣，情況遠遠未如理想。
2015－16球季，許嘉樂加盟香港超級聯賽球隊標準流浪。2015年10月25日，聯賽盃B組賽事，標準流浪憑從YFC澳滌轉會的小港腳許嘉樂入波及助攻給隊友林家亮，助球隊爆冷以2–0擊敗東方。2015年12月6日，聯賽盃分組賽，由標準流浪迎戰元朗，65分鐘，流浪的迪基圖射門省中門楣彈出，仍有許嘉樂後上補射破網，為標準流浪奠定2–1勝局，兩戰全勝高踞B組榜首。2016年10月24日，理文流浪在旺角大球場作客勁旅南華，上半場落後1–2的理文流浪，於70分鐘一次反擊終於得手，許嘉樂個人突破力壓外援保贊，單刀射破曾文輝十指關為球隊追成2–2平手，取得他2016－17球季的首個入球，但許嘉樂於比賽尾段因傷被換出，也無阻理文流浪最終以4–2反勝南華，打開今季勝利之門。
2018－19球季，上季加盟理文的許嘉樂由於一直未能成為球隊常規正選，為爭取更多落場機會，便向球會提出外借，並落實外借到包尾的凱景。 然而，在足總盃首圈以0:2不敵佳聯元朗的賽事中，許嘉樂下半場尾段被法比奧踩傷而傷出，要立即換離場並送院接受檢查，經過磁力共振及詳細檢查後，證實腳外則韌帶嚴重撕裂，直至季尾才復出。
2019年7月，許嘉樂加盟香港超級聯賽球會和富大埔。和富大埔首度躋身亞足聯冠軍聯賽外圍賽，並未能排出完整陣容，何銳正選把關，4名後衞右起車潤秋、楊賜麟、雲美亞斯、孫銘謙、中場陳文輝、陸志豪、中村祐人、杜度、許嘉樂，以及單箭頭金玟基。 
因和富大埔退出港超，許嘉樂於2020－21球季加盟甲組球會深水埗。
2022-2023球季，深水埗未能與許嘉樂達成一致合作協議，許嘉樂將不會隨隊征戰超聯賽事。球會宣布已經邀請他參與擔任來季深水埗五人隊教練工作。
2024-2025球季，許嘉樂為九龍城效力，再度出戰港超。

## 國際賽生涯
2015年10月21日，香港足球代表隊初選名單公布，今季演出可人的標準流浪小將許嘉樂榜上有名。2015年11月14日，香港憑許嘉樂近門建功，加上陳肇鈞的頭槌入球，許嘉樂第一次代表港隊比賽就取得入球，最終以2:0擊敗澳門，連續四年捧走港澳埠際賽冠軍。2016年5月23日，許嘉樂入選香港代表隊的決選名單，出戰在緬甸仰光舉行的緬甸AYA銀行盃2016。2016年6月6日，緬甸AYA銀行盃2016季軍戰，許嘉樂於下半場後備入替，首次代表香港隊在國際賽上陣，但最終香港以0–3不敵緬甸，包尾列第4而回。

## 榮譽
東方
- 香港丙組聯賽冠軍（2010–11、2011–12季度）
- 香港乙組聯賽冠軍（2012–13季度）

香港代表隊
- 港澳埠際賽冠軍（2015、2016、2017年）

九龍城
- 香港甲組足球聯賽冠軍（2023–24季度）

## 外部連結
- 香港足球總會註冊球員資料 （页面存档备份，存于）